# Flyktligan
Flyktligan är ett studioalbum av den svenska artisten Joel Alme, släppt 11 mars 2015. Skivan är Almes fjärde och den första som han skrivit med svenska sångtexter. Många låtar handlar om Almes uppväxt i stadsdelarna Majorna och Linnéstaden i Göteborg och berör ämnen så som missbruk, familjerelationer, död och vänskap. Skivan fick generellt ett varmt mottagande bland kritiker och fick ett genomsnittligt betyg av 4,0 av 5 enligt kritiker.se .

## Låtlista
All sångtext är skriven av Joel Alme, alla låtar är komponerade av Joel Alme.
| Nr  | Titel                       | Längd |
| --- | --------------------------- | ----- |
| 1.  | Håller mig på kanten        | 2:50  |
| 2.  | Backa tiden                 | 2:39  |
| 3.  | Slå hjärta slå              | 3:08  |
| 4.  | I väntan på dom stora orden | 2:59  |
| 5.  | Innan staden vaknar         | 2:41  |
| 6.  | Röda bolaget                | 2:27  |
| 7.  | Våran sort                  | 4:12  |
| 8.  | Jag kan bara ge dig allt    | 2:52  |
| 9.  | Aldrig bra på livet         | 3:47  |
| 10. | Dig äger ingen              | 3:09  |

## Medverkande

### Musiker
- Joel Alme – sång, bas, gitarr
- Ramo Spatalovic – gitarr, bakgrundssång
- Oskar Arvidsson – trummor, slagverk
- Christoffer Gunrup – bas, bakgrundssång
- Per Larsson – slagverk
- Matti Ollikainen – piano
- Philip Achille – munspel
- Gustav Ejstes – flöjt
- Nils Börén – flöjt
- Petra Lundin – cello
- Ellen Hjalmarson – fiol
- Samuel Runsteen – fiol
- Tuula Fleivik – viola

### Produktion
- Mattias Glavå – produktion, inspelning, mixning
- Anna Ledin Wirén – fotografi

## Listplaceringar
Flyktligan låg på albumtoppen i sju veckor och är Almes försäljningsmässigt mest framgångsrika album.
| Lista (2015) | Topplacering |
| ------------ | ------------ |
| Sverige      | 12           |